# 9470 Jussieu
9470 Jussieu è un asteroide della fascia principale. Scoperto nel 1998, presenta un'orbita caratterizzata da un semiasse maggiore pari a 3,1482866 UA e da un'eccentricità di 0,1825457, inclinata di 2,03571° rispetto all'eclittica.